# Heudebouville
Heudebouville est une commune française située dans le département de l'Eure en région Normandie.

## Géographie

### Localisation
Heudebouville est une commune se situant dans la région Normandie, dans le département de l'Eure et faisant partie de la communauté d'agglomération Seine-Eure. Elle se situe à 6,8 km de Louviers et à 100 km de Paris.
| Vironvay    | Muids              |                    |
| Pinterville | Heudebouville      | Venables           |
| Acquigny    | Fontaine-Bellenger | Fontaine-Bellenger |

### Hydrographie
La commune est située dans le bassin Seine-Normandie. Elle est drainée par la Seine et divers autres petits cours d'eau,.

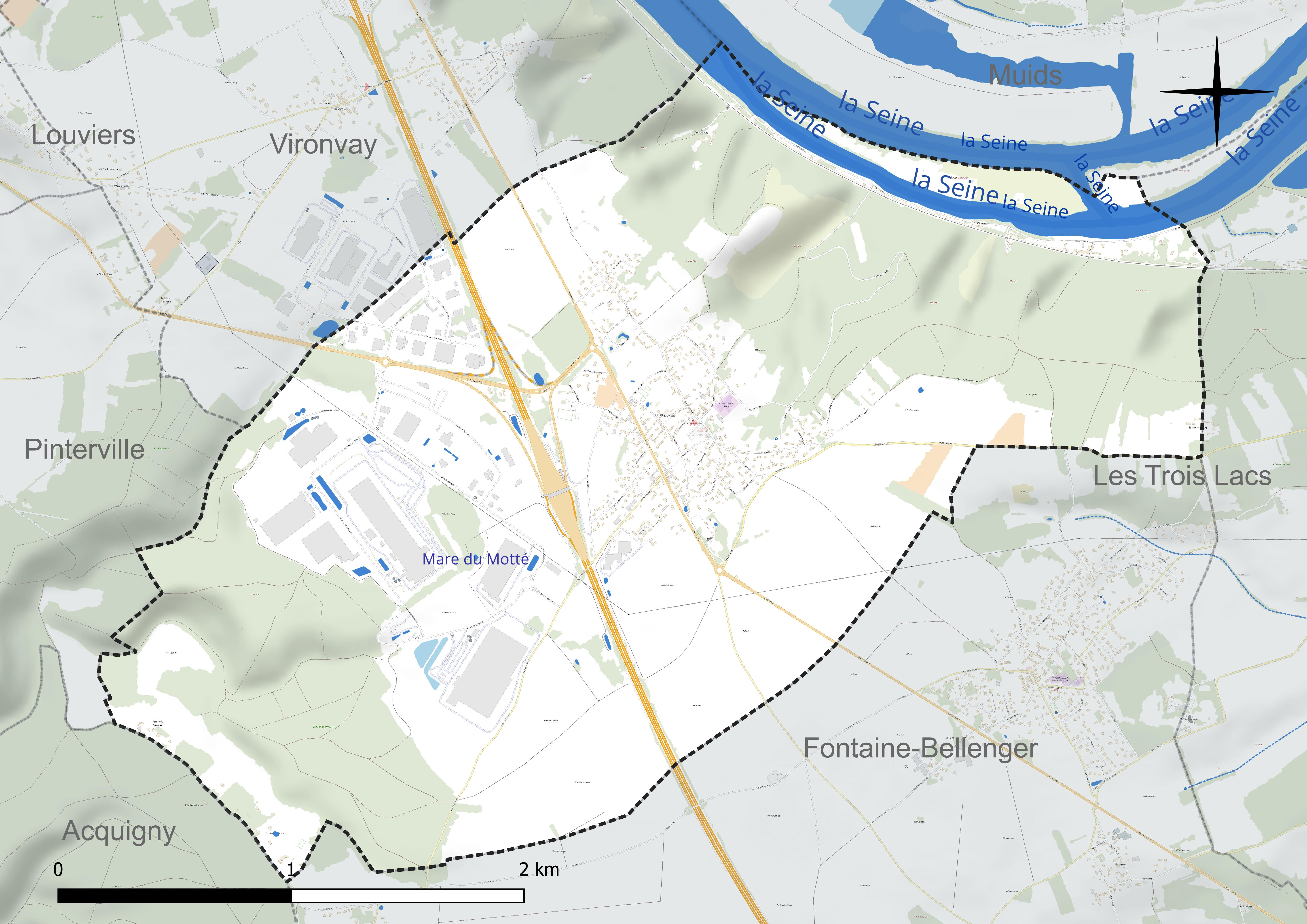
Réseau hydrographique d'Heudebouville.

Un plan d'eau complète le réseau hydrographique : la mare du Motté (0 ha),.

### Climat
Pour des articles plus généraux, voir Climat de la Normandie et Climat de l'Eure.
En 2010, le climat de la commune est de type climat océanique dégradé des plaines du Centre et du Nord, selon une étude du CNRS s'appuyant sur une série de données couvrant la période 1971-2000. En 2020, Météo-France publie une typologie des climats de la France métropolitaine dans laquelle la commune est exposée à un climat océanique et est dans la région climatique  Côtes de la Manche orientale, caractérisée par un faible ensoleillement (1 550 h/an) ; forte humidité de l’air (plus de 20 h/jour avec humidité relative > 80 % en hiver), vents forts fréquents. Parallèlement le GIEC normand, un groupe régional d’experts sur le climat, différencie quant à lui, dans une étude de 2020, trois grands types de climats pour la région Normandie, nuancés à une échelle plus fine par les facteurs géographiques locaux. La commune est, selon ce zonage, exposée à un « climat des plateaux abrités », correspondant aux plaines agricoles de l’Eure, avec une pluviométrie beaucoup plus faible que dans la plaine de Caen en raison du double effet d’abri provoqué par les collines du Bocage normand et par celles qui s’étendent sur un axe du Pays d'Auge au Perche.
Pour la période 1971-2000, la température annuelle moyenne est de 10,3 °C, avec  une amplitude thermique annuelle de 14,2 °C. Le cumul annuel moyen de précipitations est de 708 mm, avec 11,6 jours de précipitations en janvier et 8,4 jours en juillet. Pour la période 1991-2020, la température moyenne annuelle observée sur la station météorologique la plus proche, située sur la commune de Muids à 5 km à vol d'oiseau, est de 12,0 °C et le cumul annuel moyen de précipitations est de 609,1 mm,. Pour l'avenir, les paramètres climatiques de la commune estimés pour 2050 selon différents scénarios d’émission de gaz à effet de serre sont consultables sur un site dédié publié par Météo-France en novembre 2022.

## Urbanisme

### Typologie
Au 1er janvier 2024, Heudebouville est catégorisée commune rurale à habitat dispersé, selon la nouvelle grille communale de densité à 7 niveaux définie par l'Insee en 2022.
Elle est située hors unité urbaine. Par ailleurs la commune fait partie de l'aire d'attraction de Louviers, dont elle est une commune de la couronne,. Cette aire, qui regroupe 44 communes, est catégorisée dans les aires de 50 000 à moins de 200 000 habitants,.

### Occupation des sols
L'occupation des sols de la commune, telle qu'elle ressort de la base de données européenne d’occupation biophysique des sols Corine Land Cover (CLC), est marquée par l'importance des territoires agricoles (50,8 % en 2018), en diminution par rapport à 1990 (58,6 %). La répartition détaillée en 2018 est la suivante : 
forêts (28,1 %), prairies (26 %), terres arables (24,7 %), zones industrielles ou commerciales et réseaux de communication (12,4 %), zones urbanisées (5,6 %), eaux continentales (3,2 %), zones agricoles hétérogènes (0,1 %). L'évolution de l’occupation des sols de la commune et de ses infrastructures peut être observée sur les différentes représentations cartographiques du territoire : la carte de Cassini (XVIIIe siècle), la carte d'état-major (1820-1866) et les cartes ou photos aériennes de l'IGN pour la période actuelle (1950 à aujourd'hui).

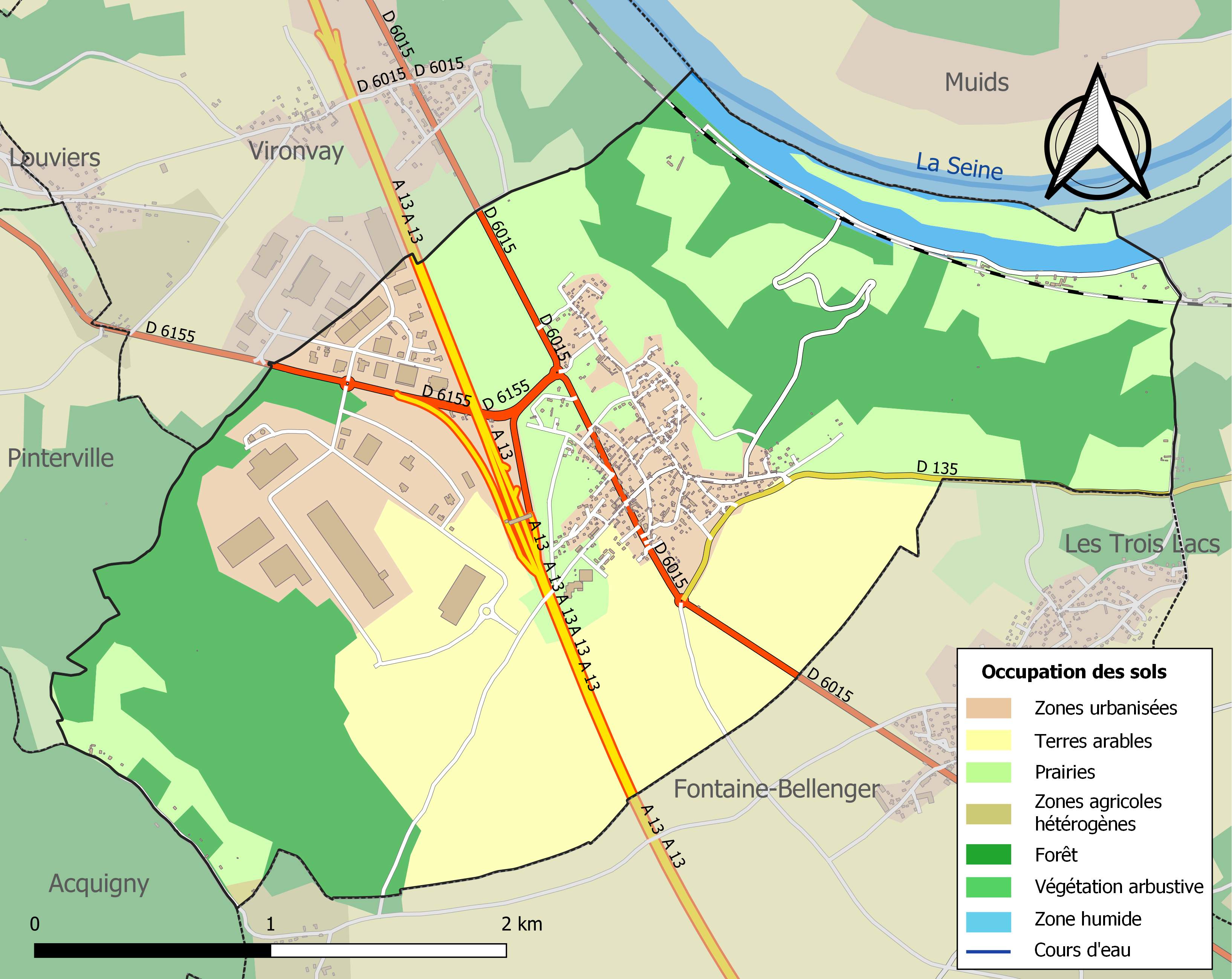
Carte des infrastructures et de l'occupation des sols de la commune en 2018 (CLC).

## Toponymie
Le nom de la localité est attesté sous les formes latinisées Huldeboldi villam en 1025 et  Heldeboldi villa en 1025 - 1026, Heudebouvilla en 1206 (cartulaire de Fécamp), Hendebonville en 1359 (lettres de rémission du dauphin), Handebonville en 1631 (Tassin, Plans et profilz).
Il s'agit d'une formation toponymique médiévale en -ville (mot issu du gallo-roman *VILLA) au sens ancien de « domaine rural » employé principalement à l'époque mérovingienne, carolingienne et ducale (en Normandie), d'où vilain « paysan médiéval ».
Le premier élément Heudebou- représente un anthroponyme conformément au cas général. François de Beaurepaire parle du nom de personne germanique Hildeboldus, tandis qu'Albert Dauzat évoque Hildibold. En réalité, il s'agit du même nom de personne, la désinence latine -us étant celle donnée aux noms germaniques lorsqu'ils apparaissent dans des textes écrits en latin médiéval.
Remarques : l'élément -boldus / -bold est souvent attesté dans l'anthroponymie normande au Moyen Âge (ex : Grimboldus dans Graimbouville, Daneboldus dans Bois-d'Ennebourg, Ingerboldus dans la Chapelle-Engerbold, etc.). Chez les anciens Germains, un de ces éléments du zweigliedriger Rufname (« nom de personne à deux éléments ») se transmettait de manière héréditaire, ce qui fait dire à F. de Beaurepaire que l'élément Hild- a pu se transmettre à des membres de la même famille, car il apparait dans deux autres toponymes assez proches géographiquement, comme élément anthroponymique, à savoir dans Fontaine-Heudebourg (à 9 km, Fontes Heudeburgi 1181, sur NP Hildeburgis) et Heudreville-sur-Eure (à 10 km, Heldrevilla, fin XIIe siècle, avec NP Hildarius). Ces toponymes sont remarquablement équidistants.

## Histoire
Le village laisse son nom dans l'histoire de l'abbaye de Fécamp, le territoire des 18 paroisses ayant été le centre d'une baronnie éponyme.

## Politique et administration
| Période                                  | Période  | Identité                  | Étiquette | Qualité          |
| ---------------------------------------- | -------- | ------------------------- | --------- | ---------------- |
| ca 1823                                  |          | Carpentier                |           |                  |
| Les données manquantes sont à compléter. |          |                           |           |                  |
| avant 1904                               |          | Jean-Pierre Dhamelincourt |           |                  |
| Les données manquantes sont à compléter. |          |                           |           |                  |
| 1971                                     | 1989     | Paul Vaur                 | Droite    | Médecin († 2007) |
| mars 2001                                | 2008     | Francis Bécherel          |           |                  |
| mars 2008                                | En cours | Hubert Comlan Zoutu       | PS        | Retraité         |

## Démographie
L'évolution du nombre d'habitants est connue à travers les recensements de la population effectués dans la commune depuis 1793. Pour les communes de moins de 10 000 habitants, une enquête de recensement portant sur toute la population est réalisée tous les cinq ans, les populations de référence des années intermédiaires étant quant à elles estimées par interpolation ou extrapolation. Pour la commune, le premier recensement exhaustif entrant dans le cadre du nouveau dispositif a été réalisé en 2007.

En 2022, la commune comptait 809 habitants, en évolution de +0,12 % par rapport à 2016 (Eure : −0,25 %, France hors Mayotte : +2,11 %).
| 1793 | 1800 | 1806 | 1821 | 1831 | 1836 | 1841 | 1846 | 1851 |
| ---- | ---- | ---- | ---- | ---- | ---- | ---- | ---- | ---- |
| 594  | 579  | 630  | 664  | 674  | 701  | 677  | 652  | 616  |

| 1856 | 1861 | 1866 | 1872 | 1876 | 1881 | 1886 | 1891 | 1896 |
| ---- | ---- | ---- | ---- | ---- | ---- | ---- | ---- | ---- |
| 577  | 560  | 548  | 532  | 580  | 532  | 533  | 515  | 484  |

| 1901 | 1906 | 1911 | 1921 | 1926 | 1931 | 1936 | 1946 | 1954 |
| ---- | ---- | ---- | ---- | ---- | ---- | ---- | ---- | ---- |
| 436  | 396  | 407  | 393  | 384  | 375  | 331  | 364  | 358  |

| 1962 | 1968 | 1975 | 1982 | 1990 | 1999 | 2006 | 2007 | 2012 |
| ---- | ---- | ---- | ---- | ---- | ---- | ---- | ---- | ---- |
| 332  | 383  | 402  | 557  | 632  | 709  | 773  | 782  | 802  |

| 2017 | 2022 | - | - | - | - | - | - | - |
| ---- | ---- | - | - | - | - | - | - | - |
| 788  | 809  | - | - | - | - | - | - | - |

Les habitants d'Heudebouville se nomment « Heudebouvillais ».

## Économie
- Renault Tech.

## Culture locale et patrimoine

### Lieux et monuments
- Église Saint-Valérien[28]. Le diocèse catholique d'Évreux en est l'affectataire par l'intermédiaire de la paroisse "Père Laval - Louviers - Boucle de Seine" qui dessert cette église. Les deux cloches, Louise Anne et Henriette Françoise, ont été fondues en 1854, d'une masse respective de 517 et 384 kg. Elles sont déposées en 2018 lors des travaux de restauration du clocher en 2019.
- Barrière de péage de l'autoroute de Normandie
- Manoir du Colombier, sur lequel Joseph-Abel Couture est intervenu. 
La façade fait l’objet d’une inscription au titre des monuments historiques depuis le 4 mai 1984[29].
Le grand salon fait l'objet d'un classement au titre des monuments historiques depuis le 4 mai 1984[30].
- Multiples manoirs : manoir du Sang-Mêlé[31]: fortement dégradé, le verger de ce manoir est en partie loti dans les années 2020   ; manoir de la Recette de Fécamp (pour mémoire)[32] ; manoir de Mallet de Mailly[33], détruit[34] ; manoir de Bellengault[35] ; manoir de Lormais[36] ;
- Croix Roger, menhir christianisé au XIe siècle, inventorié en 1969[37]

### Patrimoine naturel

#### Sites classés et inscrits
- L'église Saint-Valérien avec son clocher et le cimetière  Site classé (1926)[38]. 
La tour-clocher fort dégradée a fait l'objet d'une restauration dans les années 2018-2019[39].
- Les falaises de l'Andelle et de la Seine  Site inscrit (1981)[40].